# Lịch sử Argentina
Argentina là một quốc gia ở bờ biển phía nam của Nam Mỹ. Lịch sử của Argentina có thể được chia thành bốn phần chính: thời kỳ tiền Colombus hoặc lịch sử sơ khai (đến thế kỷ thứ mười sáu), thời kỳ thuộc địa (1530–1810), thời kỳ xây dựng quốc gia (1810-1880), và lịch sử của Argentina hiện đại (từ khoảng năm 1880).
Thời tiền sử trên lãnh thổ ngày nay của Argentina bắt đầu với những khu định cư đầu tiên của con người trên mũi phía nam của Patagonia khoảng 13.000 năm trước.
Lịch sử được viết ra bắt đầu với sự xuất hiện của các nhà biên niên sử Tây Ban Nha trong chuyến thám hiểm của Juan Díaz de Solís vào năm 1516 đến Río de la Plata, đánh dấu sự khởi đầu của sự chiếm đóng của Tây Ban Nha đối với khu vực này.
Năm 1776, Hoàng gia Tây Ban Nha thành lập Phó vương quốc Río de la Plata, gồm một loạt lãnh thổ mà từ đó, với cuộc Cách mạng tháng 5 năm 1810, bắt đầu quá trình hình thành dần dần một số quốc gia độc lập, bao gồm một quốc gia được gọi là Các tỉnh thống nhất của Río de la Plata. Với tuyên bố độc lập vào ngày 9 tháng 7 năm 1816 và sự thất bại quân sự của Đế quốc Tây Ban Nha vào năm 1824, một nhà nước liên bang được thành lập vào năm 1853–1861, ngày nay được gọi là Cộng hòa Argentina.

## Thời kỳ tiền Columbus
Khu vực ngày nay được gọi là Argentina có dân cư tương đối thưa thớt cho đến thời kỳ thuộc địa của châu Âu. Những dấu vết sớm nhất của cuộc sống con người có niên đại từ thời kỳ đồ đá cũ, và có những dấu hiệu xa hơn trong thời kỳ đồ đá cũ và đồ đá mới. Tuy nhiên, các khu vực rộng lớn của nội địa và Piedmont dường như đã bị xóa sổ trong một thời kỳ khô hạn kéo dài từ 4000 đến 2000 trước Công nguyên 
Nhà khảo cổ học người Uruguay Raúl Campá Soler đã chia các dân tộc bản địa ở Argentina thành ba nhóm chính: những người săn bắt thuần túy và những người hái lượm lương thực, (không có sự phát triển của đồ gốm); những người hái lượm và săn bắn tân tiến; và những người nông dân có gắn bó với loại hình đồ gốm. Nhóm người đầu tiên có thể được tìm thấy ở Pampas và Patagonia, và nhóm người thứ hai bao gồm Charrúa và Minuane và Guaraní.
Vào cuối thế kỷ 15, các bộ lạc bản địa của Quebrada de Humahuaca bị Đế chế Inca, dưới quyền Topa Inca Yupanqui, chinh phục để đảm bảo nguồn cung kim loại như bạc, kẽm và đồng. Sự thống trị của người Inca ở khu vực này kéo dài khoảng nửa thế kỷ và kết thúc với sự xuất hiện của người Tây Ban Nha vào năm 1536.

## Thời kỳ thuộc địa Tây Ban Nha
Những người châu Âu đầu tiên đến khu vực này với chuyến đi từ Bồ Đào Nha năm 1502 của Gonçalo Coelho và Amerigo Vespucci. Vào khoảng năm 1512, João de Lisboa và Estevão de Fróis đã khám phá ra Rio de La Plata ở Argentina ngày nay, khám phá cửa sông của nó, liên lạc với người Charrúa, và mang đến những tin tức đầu tiên về "người dân vùng núi", đế chế Inca, thu được từ những người bản xứ địa phương. Họ cũng đi xa về phía nam đến Vịnh San Matias ở 42ºS, trên bờ biển phía bắc của Patagonia. Người Tây Ban Nha, dẫn đầu bởi Juan Díaz de Solís, đã đến thăm lãnh thổ ngày nay là Argentina vào năm 1516. Năm 1536, Pedro de Mendoza thành lập một khu định cư nhỏ tại vị trí của Buenos Aires ngày nay, và sau đó bị bỏ hoang vào năm 1541.
Khu định cư thứ hai được thành lập vào năm 1580 bởi Juan de Garay, và Córdoba vào năm 1573 bởi Jerónimo Luis de Cabrera. Những vùng đó là một phần của Phó vương quốc Peru, có thủ đô là Lima, và những người định cư đến từ thành phố đó. Không giống như các khu vực khác của Nam Mỹ, thuộc địa của cửa sông Río de la Plata không bị ảnh hưởng bởi bất kỳ cơn sốt vàng nào, vì nó không có bất kỳ kim loại quý nào để khai thác.
Các cảng tự nhiên trên cửa sông Río de la Plata không thể được sử dụng vì tất cả các chuyến hàng phải được thực hiện qua cảng Callao gần Lima, một điều kiện dẫn đến việc hàng lậu trở thành phương tiện thương mại bình thường ở các thành phố như Asunción, Buenos Aires, và Montevideo.
Người Tây Ban Nha đã nâng cao vị thế của khu vực này bằng cách thành lập Phó vương quốc Río de la Plata vào năm 1776. Đối tượng trung thành này bao gồm Argentina, Uruguay và Paraguay ngày nay, cũng như phần lớn Bolivia ngày nay. Buenos Aires, hiện đang nắm giữ hải quan của phân khu chính trị mới, đã trở thành một hải cảng hưng thịnh, khi doanh thu từ Potosí, hoạt động hàng hải ngày càng tăng về hàng hóa thay vì kim loại quý, sản xuất gia súc để xuất khẩu da và các sản phẩm khác, và những lý do chính trị khác, đã khiến nó dần trở thành một trong những trung tâm thương mại quan trọng nhất của khu vực.
Tuy nhiên, phó vương quốc chỉ tồn tại trong thời gian ngắn do thiếu sự gắn kết nội bộ giữa nhiều khu vực và thiếu sự hỗ trợ của Tây Ban Nha. Tàu từ Tây Ban Nha trở nên khan hiếm trở lại sau thất bại của Tây Ban Nha trong trận Trafalgar, điều này đã mang lại cho Anh quyền tối cao về hàng hải. Người Anh cố gắng xâm chiếm Buenos Aires và Montevideo vào các năm 1806 và 1807, nhưng đều bị Santiago de Liniers đánh bại cả hai lần. Những chiến thắng đó, đạt được mà không cần sự trợ giúp từ đại lục Tây Ban Nha, đã thúc đẩy sự tự tin của thành phố.
Sự bắt đầu của Chiến tranh Bán đảo ở Tây Ban Nha và việc vua Tây Ban Nha Ferdinand VII bị bắt đã tạo ra mối quan tâm lớn xung quanh sự trung thành của người dân. Người ta cho rằng, không có Vua, người dân ở Mỹ nên tự cai trị. Ý tưởng này dẫn đến nhiều nỗ lực nhằm xóa bỏ chính quyền địa phương tại Chuquisaca, La Paz, Montevideo và Buenos Aires, tất cả đều chỉ tồn tại trong thời gian ngắn. Một nỗ lực cách mạng khác, Cách mạng Tháng Năm năm 1810, đã diễn ra khi có thông tin cho rằng toàn bộ Tây Ban Nha, ngoại trừ Cádiz và León, đã bị chinh phục.

## Chiến tranh giành độc lập

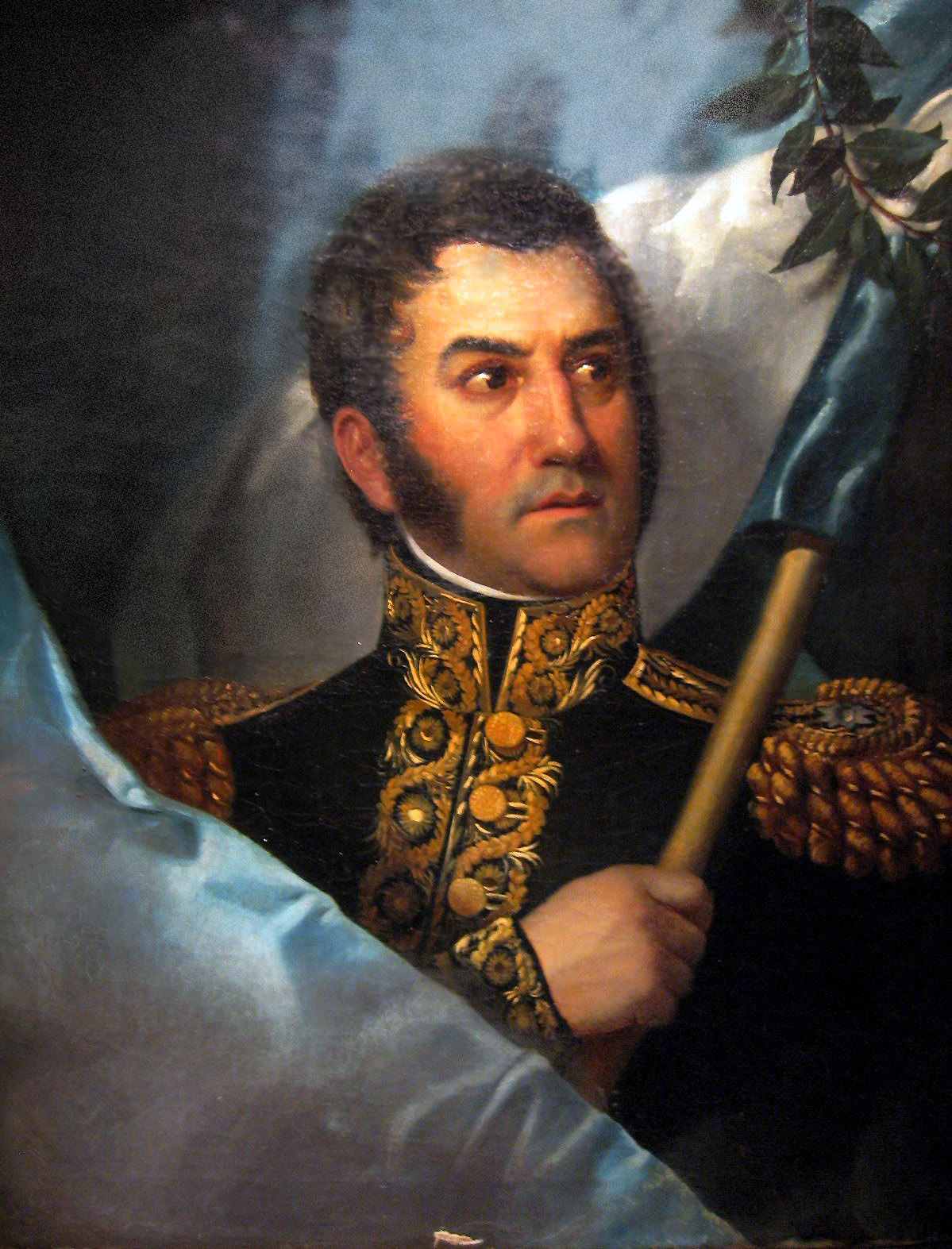
Chân dung José de San Martín.

Cách mạng tháng 5 đã lật đổ phó vương. Các hình thức khác của chính phủ, chẳng hạn như một chế độ quân chủ lập hiến hay một Regency được coi là một thời gian ngắn. Phó trung thành cũng được đổi tên, và trên danh nghĩa nó trở thành Các tỉnh thống nhất của Río de la Plata. Tuy nhiên, tình trạng của các lãnh thổ khác nhau từng thuộc về phe phó trung thành đã thay đổi nhiều lần trong suốt cuộc chiến, vì một số vùng sẽ vẫn trung thành với các thống đốc trước đây của họ và những vùng khác bị chiếm hoặc tái chiếm; sau đó chúng sẽ chia thành một số quốc gia.
Các chiến dịch quân sự đầu tiên chống lại phe bảo hoàng được tiến hành bởi Manuel Belgrano và Juan José Castelli. Junta Primera, sau khi mở rộng để trở thành Junta Grande, đã được thay thế bởi Bộ ba thứ nhất. Một Hội Tam Hoàng thứ hai sẽ thay thế nó nhiều năm sau đó, kêu gọi Quốc hội khóa XIII nhằm tuyên bố độc lập và viết hiến pháp. Tuy nhiên, nó cũng không làm được điều đó và thay thế bộ ba bằng một người đứng đầu văn phòng nhà nước duy nhất là Giám đốc tối cao.
Vào thời điểm này, José de San Martín đã đến Buenos Aires cùng với các tướng lĩnh khác của Chiến tranh Bán đảo. Họ đã tiếp thêm sức mạnh mới cho cuộc chiến Cách mạng, được đánh dấu bằng sự thất bại của Belgrano và Castelli cũng như cuộc kháng chiến của phe bảo hoàng tại Banda Oriental. Alvear chiếm Montevideo, và San Martín bắt đầu một chiến dịch quân sự kéo dài một phần quan trọng của các lãnh thổ Tây Ban Nha ở Mỹ. Ông đã tạo ra Đội quân của dãy Andes ở Mendoza và với sự giúp đỡ của Bernardo O'Higgins và những người Chile khác, ông đã thực hiện Cuộc vượt núi Andes và giải phóng Chile. Với hải quân Chile theo ý của mình, ông chuyển đến Peru, giải phóng đất nước đó. San Martín gặp Simón Bolívar tại Guayaquil, và ngừng hoạt động.
Một đại hội mới, Đại hội Tucumán, đã được triệu tập trong khi San Martín đang chuẩn bị băng qua dãy Andes. Cuối cùng nó tuyên bố độc lập khỏi Tây Ban Nha hoặc bất kỳ thế lực nước ngoài nào khác. Bolivia tuyên bố độc lập vào năm 1825, và Uruguay được thành lập vào năm 1828 do kết quả của Chiến tranh Cisplatine.
Vương quốc Anh chính thức công nhận nền độc lập của Argentina vào năm 1825, với việc ký kết Hiệp ước Hữu nghị, Thương mại và Hàng hải vào ngày 2 tháng 2; chargé d'affaires của Anh ở Buenos Aires, Giáo xứ Woodbine, đã ký thay mặt đất nước của ông. Việc Tây Ban Nha công nhận nền độc lập của Argentina chỉ được thực hiện vài thập kỷ sau đó.